# Anyám, édesanyám, elfeslett a csizmám
Az Anyám, édesanyám, elfeslett a csizmám magyar népdal. Bartók Béla gyűjtötte a Csík vármegyei Gyergyócsomafalván 1907-ben.
Feldolgozás:
| Szerző            | Mire               | Mű                              | Előadás |
| ----------------- | ------------------ | ------------------------------- | ------- |
| Vásárhelyi Zoltán | két egynemű szólam | Erdő-mező, 25. kotta, 2. dal    |         |
| Bartók Béla       | zongora            | Gyermekeknek, 2. kötet 8. darab | [ 1 ]   |

## Kotta és dallam
| Anyám, édesanyám, elfeslett a csizmám, ki varrja meg immár? | Lányom, édes lányom, Csépeltünk a nyáron. Eladjuk az árpát, Veszünk új csizmácskát. |

## Felvételek
- Anyám, édesanyám. Zeneker Team  YouTube (2012. szeptember 11.)  (Hozzáférés: 2017. június 19.) (audió)